# یواس‌اس سن خوان (اس‌اس‌ان-۷۵۱)
یواس‌اس سن خوان (اس‌اس‌ان-۷۵۱) (به انگلیسی: USS San Juan (SSN-751)) یک زیردریایی است که طول آن ۱۱۰٫۳ متر (۳۶۱ فوت ۱۱ اینچ) می‌باشد. این زیردریایی در سال ۱۹۸۶ ساخته شد.